# Roslyn (Washington)
Roslyn è una città degli Stati Uniti d'America, situata nello Stato di Washington, nella Contea di Kittitas.